# Ludmiła Startek

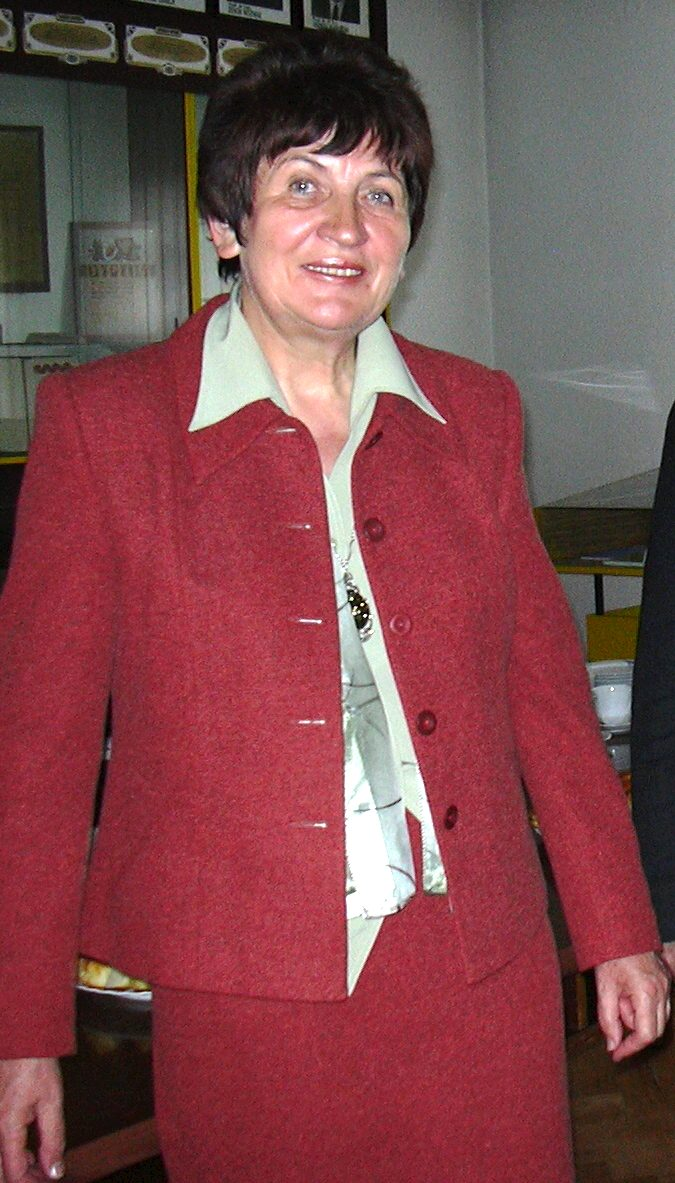
Prof. dr hab. inż. Ludmiła Startek (2003)

Ludmiła Startek (ur. 8 maja 1942 w Uhrynowie, zm. 19 lipca 2006 w Szczecinie) – polska profesor nauk rolniczych w zakresie roślin ozdobnych, nauczyciel akademicki

## Życiorys
Uczęszczała do Liceum Ogólnokształcącego nr 1 w Szczecinie, maturę zdała w 1958. Studiowała na Wydziale Ogrodniczym Wyższej Szkoły Rolniczej w Poznaniu, uzyskując w 1963 dyplom magistra inżyniera ogrodnictwa, specjalność rośliny ozdobne. W 1964 ukończyła Podyplomowe Zawodowe Studium Pedagogiczne w Wyższej Szkole Rolniczej w Poznaniu. W latach 1964–1965 pracowała jako stażysta w Przedsiębiorstwie Zieleni Miejskiej oraz Miejskim Przedsiębiorstwie Wodociągów i Kanalizacji w Szczecinie. Od września 1965 rozpoczęła pracę nauczyciela w Zespole Szkół Zawodowych w Szczecinie (1965–1968) oraz w Zespole Szkół Ogrodniczych w Szczecinie (1968–1991).
W 1980 po obronie rozprawy doktorskiej Jakość niektórych warzyw kapustnych nawożonych zróżnicowanymi poziomami NPK, przed i po przechowywaniu otrzymała z wyróżnieniem stopień doktora nauk rolniczych na Wydziale Rolniczym Akademii Rolniczej w Szczecinie.
Od 1991 pracowała w Katedrze Roślin Ozdobnych na Wydziale Rolniczym Akademii Rolniczej w Szczecinie kolejno na stanowiskach: starszy wykładowca (1991-1997), adiunkt (1997-2003), profesor nadzwyczajny (2003-2006), kierownik Katedry Roślin Ozdobnych (2001–2006).
W 2002 została doktorem habilitowanym z nadania Rady Wydziału Ogrodniczego Akademii Rolniczej w Poznaniu m.in. za monografię Wpływ retardantów wzrostu oraz miejsca uprawy i zimowania na cechy morfologiczne bratka ogrodowego (Viola x wittrockiana Gams.). Tytuł profesora nauk rolniczych otrzymała w 2005.
Tematyka badawcza profesor Ludmiły Startek obejmowała nowe mieszańce międzygatunkowe i odmiany uprawne z trzech rodzajów: fiołek Viola, niecierpek Impatiens i frezja Freesia. Badania dotyczyły przede wszystkim opracowania nowych technologii uprawy roślin ozdobnych z uwzględnieniem: regulatorów wzrostu, podłoża i nawożenia, a także pochodnych chitozanu (otoczkowanie bulw i nasion), introdukcji roślin przywiezionych z miejsc ich naturalnego występowania. Dorobek publikacyjny obejmuje łącznie 159 prac, w tym 58 oryginalnych. Wypromowała trzech doktorów oraz kilkudziesięciu magistrów inżynierów ogrodnictwa.
Profesor Ludmiła Starek należała do Międzynarodowego Towarzystwa Nauk Ogrodniczych, Stowarzyszenia Producentów Ozdobnych Roślin Cebulowych i Zachodniopomorskiego Stowarzyszenia Inżynierów i Techników Ogrodnictwa – była prezesem w latach 2003-2006.
Była współorganizatorką wystaw kwiatowych i pokazów florystycznych, m.in. wystawy „Kwiaty i ptaki”.
Pasją Pani Profesor były podróże – docierała do miejsc naturalnego występowania roślin ozdobnych, także kolekcji w parkach narodowych i ogrodach botanicznych. Zgromadziła przezrocza roślin ozdobnych z kilkudziesięciu krajów, ze wszystkich kontynentów, na których występują, a także obszerne zbiory piśmiennictwa dotyczącego tych roślin.
Została pochowana na Cmentarzu Komunalnym w Szczecinie-Zdrojach w kwaterze A1/3/2.

## Wybrane publikacje
- Wpływ nawożenia na wartość dekoracyjną niecierpka nowogwinejskiego NGI. „Zesz. Probl. Post. Nauk Rol.” 1998, 461, s. 397-406
- Wpływ nawożenia na wzrost i kwitnienie niecierpka nowogwinejskiego z grup Danziger i Riviera. „Roczn. AR Poznań Ogr.” 2000, 29, s. 105-110 (wsp. Agnieszka Dobrowolska, Piotr Żurawik)
- Dynamika wzrostu i kwitnienia odmian niecierpka nowogwinejskiego z serii Riviera. „Fol. Univ. Agric. Stetin.” 2000, 209 (83), s. 147-154 (wsp. Z. Strojny)
- The effect of the method of cultivation on the development of freesia (Freesia Eckl. ex Klatt). „Acta Hortic.” 2002, 570(570) (wsp. Kazimierz Mynett, Piotr Żurawik)[9]

- Decorative value and reproduction of bulbs in new cultivars of la lily hybrids planted in autumn and spring. „Acta Hortic.” 2002, 570.52 (wsp. Kazimierz Mynett, Beata Płoszaj)[10]

- Growth dynamics and decorative value of 'Easy Pot' potted freesia depending on the growing conditions. „Acta Hortic.” 2002, 570, s. 385-390[11]

- Wpływ nawozów o działaniu spowolnionym na niektóre cechy morfologiczne trzech grup hodowlanych niecierpka nowogwinejskiego (Impatiens hawkeri W. Bull). „Zesz. Probl. Post. Nauk Roln.” 2002, 484, s. 637-644 (wsp. Agnieszka Dobrowolska)
- Rośliny ozdobne. Hortpress Sp z o.o. Warszawa 2003, 527 ss. ISBN 83-89211-16-5 (wsp. Kazimierz Mynett)
- Wpływ podłoża i nawożenia na cechy morfologiczne i walory dekoracyjne odmian niecierpka nowogwinejskiego z grupy Sonic i z grupy Super Sonic. Część I. Wzrost i pokrój roślin. „Zesz. Probl. Post. Nauk Roln”. 2003, 494. s. 423- 430 (wsp. Magdalena Klessa)
- Wpływ podłoża i nawożenia na cechy morfologiczne i walory dekoracyjne odmian niecierpka nowogwinejskiego z grupy Sonic i z grupy Super Sonic. Część II. Kwitnienie roślin. „Zesz. Probl. Post. Nauk Roln.” 2003, 494, s. 431-438
- Wpływ niektórych czynników uprawowych na wzrost i kwitnienie odmian niecierpka nowogwinejskiego z grupy Sonic. „Zesz. Probl. Post. Nauk Roln.” 2003, 491, s. 43-50 (wsp. Agnieszka Dobrowolska)
- Distant hybrids and their verification by means of RAPD. „Acta Hortic.” 2005, 673 (wsp. Beata Płoszaj, Stefan Stojałowski, Agnieszka Zawadzińska)[12]

- The influence of new method of corm coating on freesia growth, development and health. „Acta Hortic.” 2005, 673 (wsp. Artur Bartkowiak, Piotr Salachna, Maria Kamińska, Kinga Mazurkiewicz-Zapałowicz)[13]

- Effect of ethephon on easy pot freesia. „Acta Hortic.” 2005, 673, s. 617-623 (wsp. Piotr Żurawik)[14]
- Porównanie i ocena kwitnienia odmian niecierpka nowogwinejskiego z grup Sonic i Super Sonic. „Acta Agrobot.” 2006, 59(2), s. 231-238 (wsp. Magdalena Klessa)[15]

## Nagrody i odznaczenia
- nagrody za pracę dydaktyczno-wychowawczą w szkolnictwie zawodowym w latach 1965–1990: nagrody dyrektora szkoły, nagroda kuratora szkoły, nagroda Ministra Oświaty i Wychowania
- nagroda rektora indywidualna (1997)
- nagroda rektora zespołowa (2003)
- wyróżnienie prorektora ds. rozwoju uczelni i współpracy z zagranicą AR za działalność upowszechnieniową (2002)
- Złota Odznaka ZNP (1977)
- Srebrny Krzyż Zasługi (1982)
- Odznaka „Gryf Pomorski” (1983)
- Medal 40-lecia Polski Ludowej (1984)
- odznaka honorowa „Za zasługi dla rozwoju ruchu społeczno-kulturalnego” przyznana przez Szczecińskie Towarzystwo Kultury (2003)
- Medal Komisji Edukacji Narodowej (2003)